# Paulino Alén Benítez
Paulino Alén Benítez (Luque, 22 de junho de 1833 - Villeta, 21 de dezembro de 1868) foi um coronel paraguaio e considerado herói da Guerra da Tríplice Aliança.

## Biografia
Alén nasceu em Isla Valle, um povoado que pertencia ao município de Luque. Seus pais foram Don Tomás Alén e Sra. Rosalía Benítez. Ele se juntou ao exército em 1845, quando tinha apenas 12 anos de idade. Já na Guerra do Paraguai, quando o exército paraguaio ocupou parte da província de Corrientes em abril de 1865, foi escolhido como secretário do ministro José Bergés. Em 1865, o marechal Lopez lhe deu a Secretaria-Geral do Alto Comando, instalada em Paso Pucú, e mais tarde foi o sucessor do general José Eduvigis Diaz da guarnição de Curupaiti.
Em 1866 López ordenou que Alén defendesse Humaitá, um dos fortes do complexo defensivo do rio Paraguai chamado Quadrilátero. Após oferecer uma feroz resistência contra as forças navais e terrestres aliadas, Alén solicita sua retirada para Pilar, tendo sua demanda sido negada por Lopez. Devido ao esgotamento de suprimentos e munição, e incapaz de impedir o avanço do inimigo, Alén, no limite da sanidade, decide cometer suicídio, mas falha. É enviado ao quartel general onde é injustamente executado por traição em 21 de dezembro de 1868.